# Saint-Maurice-en-Trièves
Saint-Maurice-en-Trièves é uma comuna francesa na região administrativa de Auvérnia-Ródano-Alpes, no departamento de Isère.